# Kärntner Landesbibliothek
Die Kärntner Landesbibliothek ist eine öffentliche wissenschaftliche Regionalbibliothek des Landes Kärnten mit Sitz (seit 1884) im Rudolfinum der Kärntner Landeshauptstadt Klagenfurt am Wörthersee.

## Geschichte, Bestände, Betrieb
Die Bestände der Bibliothek gehen zurück auf die ehemaligen Sammlungen der Gründungen: Historischer Verein für Kärnten (1844), Naturwissenschaftlicher Verein für Kärnten (1848), Kärntner Heimatmuseum (1925) sowie auf mehrere Legate. An ihrem Sitz im Landhaus Klagenfurt wurde im Jahr 1845 mit dem systematischen Bücherankauf sowie mit dem Publikumsbetrieb begonnen. Im Jahr 1846 umfasste der Bestand 1525 Bände. Im Jahr 1847 stellte der erste Direktor des Historischen Vereins, Gottlieb von Ankershofen (1795–1860), wichtige Bücher seiner Privatsammlung zur Verfügung. Im Jahr 1867 bildeten 3433 Werke den im selben Jahr neu geordneten Bestand. Im Jahr 1874 wurde der alphabetische Katalog fertiggestellt, Im Jahr 1884 erfolgte der Umzug in das Landesmuseum Rudolfinum. Nach  erneuter Katalogisierung im Jahr 1889 durch den Archivar August von Jaksch (1859–1932) lagen im Jahr 1890 ein dreibändiger Nominalkatalog sowie ein 22 Hauptabteilungen umfassender Sachkatalog vor. Während der beiden Weltkriege musste die Zahl der Ankäufe stark reduziert werden. Im Jahr 1951 wurde aus den Beständen des Kärntner Landesarchivs die von Eduard Gaston Pöttickh von Pettenegg (1847–1918) nachgelassene Bücherei übernommen und eingegliedert.
Als Institution des Landes besteht Bibliothek seit der Übergabe der Sammlungen mit 13.965 Werken an den Reichsgau Kärnten im Jahr 1942, im Sinne einer Bibliothek des Gesamtbestandes aber erst seit den Jahren 1950 bzw. 1974. Als Abteilung des Landesmuseums für Kärnten wurde sie am 1. Jänner 1999 aus der Landesverwaltung ausgegliedert. Besonderer Schwerpunkt liegt auf der Sammlung der Carinthiaca, also der Literatur aus und über das Bundesland Kärnten einschließlich (der sonst nur beschränkt vorhandenen) Schönen Literatur.
Der Bestand der Bibliothek umfasst derzeit über 140.000 Medieneinheiten, darunter 22 Inkunabeln, alte Atlanten und ca. 2.000 Landkarten, Werke aus der Frühzeit der Kärntner Druckgeschichte, Erstausgaben, seltene illustrierte Bücher etc. Als äußerst wertvolle, seltene Kostbarkeit gilt die sogenannte sechste deutsche Bibel Biblia, deutsch, im Jahr 1477 gedruckt bei Günther Zainer in der Stadt Augsburg. Von dieser vorlutherischen deutschen Bibelausgabe existieren weltweit ca. 40 Exemplare, davon vier in Österreich. Auch vorhanden sind ungefähr 40.000 Fotografien sowie über 1.800 Partezettel.
Im Hauptgebäude des Landesmuseums untergebracht, belegt die Bibliothek unter anderem Teile des Parterres im Nordtrakt sowie mehrere darunterliegende Kellerräume. Im Jahr 1993 wurde der Innenhof des Landesmuseums ausgebaut und am 28. Jänner 1994 ein neuer, zwölf Plätze offerierender Lesesaal bezogen.
Am 1. Mai 2002 trat eine neue, zeitgemäße Bibliotheksordnung in Kraft und ersetzte somit jene vom 22. Februar 1994. Im April 2002 wurde der konventionelle Katalog auf eine Online-Version umgestellt, und seit Mai 2002 ist die Kärntner Landesbibliothek Teil des Österreichischen Bibliothekenverbunds.
Im Jahr  2012 musste das Kärntner Landesmuseum seine von Schimmel befallenen Depot-Objekte aus dem mittlerweile sanierungsbedürftigen Keller des Haupthauses in ein Ersatzquartier bringen, darunter drei- bis fünfhundert Jahre alte Werke der Landesbibliothek. Im Hinblick auf eine allfällige bleibende Auslagerung aller Bibliotheksartefakte wurde (bei geschlossenem Betrieb) Anfang Juli 2013 eine nachhaltige Lösung in Aussicht gestellt.
Im Oktober 2019 wurde das neue Sammlungs- und Wissenschaftszentrum als neue Zentrale des Landesmuseums, mit 12.000 m² Fläche im Süden von Klagenfurt eröffnet.